# دلو آمده
دلو آمده، روستایی از توابع بخش سارال شهرستان سنندج در استان کردستان ایران است.

## جمعیت
این روستا در دهستان حسین آبادشمالی قرار دارد و براساس سرشماری مرکز آمار ایران در سال ۱۳۸۵، جمعیت آن ۱۹۳ نفر (۳۰خانوار) بوده‌است.